# Centro Europeo de Astronomía Espacial
El Centro Europeo de Astronomía Espacial o ESAC (en inglés European Space Astronomy Centre), localizado en Villanueva de la Cañada (a unos 30 km de Madrid, España), es el centro de la Agencia Espacial Europea (ESA) especializado en Astronomía Espacial. ESAC alberga los Centros de Operaciones Científicas (SOC) de las misiones de Astronomía y del sistema solar de la ESA así como sus archivos científicos.
Las encinas de hoja perenne y las ruinas de un castillo cercano del siglo XV (el Castillo de Aulencia) crean un espectacular telón de fondo para la vista de la alta tecnología de las grandes antenas y modernos edificios de la ESA.

## Estructura

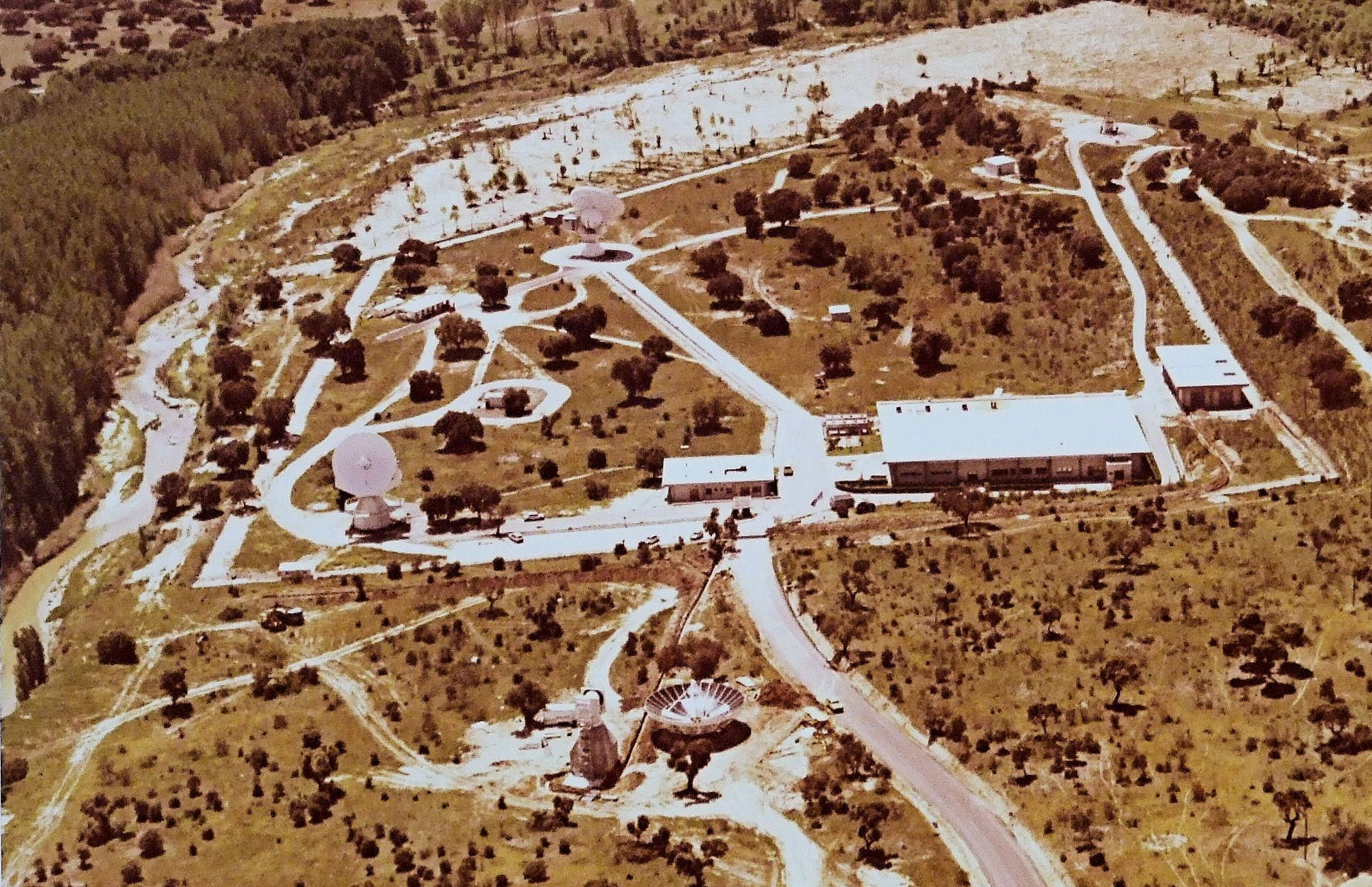
Foto tomada entre 1977 y 1979 de la estación terrestre en Villafranca del Castillo, construida para el satélite International Ultraviolet Explorer y asignada a la ESRO para apoyar futuras misiones de la ESA. Esta foto fue tomada entre 1977 y 1979. Más tarde se convirtió en el Centro Europeo de Astronomía Espacial de la ESA.

A su vez, en ESAC se encuentra una Oficina de Educación de la ESA, cuyos programas están orientados a los niveles universitario y de postgrado.  En ESAC se halla el Centro de Procesado de Datos de la carga útil del satélite europeo SMOS (Soil Moisture and Ocean Salinity), perteneciente al programa de Observación de la Tierra de la ESA. Por último, ESAC alberga una sede del Centro de Astrobiología (CAB), un centro español de investigación en astrobiología, dependiente tanto del Instituto Nacional de Técnica Aeroespacial (INTA) como del Consejo Superior de Investigaciones Científicas (CSIC).
• SOC (Science Operations Centre): Cuando un telescopio espacial alcanza su órbita operativa o una misión planetaria su destino, es el turno de los científicos para obtener el máximo provecho de la misión. Por ejemplo, si el telescopio opera como un observatorio, los astrónomos de todo el mundo realizarán propuestas de observación solicitando apuntar los instrumentos hacia determinados objetos astronómicos. Una vez evaluadas y seleccionadas tales propuestas, es  preciso organizar con todo cuidado la planificación del funcionamiento de los instrumentos de observación del satélite. Ésta es sólo una de las tareas que suelen llevarse a cabo en los SOC durante las misiones de la ESA. A menudo estos centros también se ocupan de la calibración de los instrumentos a bordo de los satélites, y de ayudar a la comunidad científica a procesar y analizar los datos recibidos. 
En la actualidad ESAC acoge los Centros de Operaciones Científicas de las siguientes misiones: 
- XMM-Newton, lanzada en 1999. Es el telescopio de rayos X más sensible jamás creado; se utiliza para el estudio de fenómenos muy energéticos, como los agujeros negros activos.
- INTEGRAL, lanzada en 2002. Telescopio espacial de rayos gamma que detecta los eventos más energéticos del cosmos, como las explosiones de radiación gamma.
- Mars Express, lanzada en 2003. Estudia Marte con gran detalle.
- Rosetta, lanzada en 2004. Alcanzó el cometa 67P/Churyumov-Gerasimenko en 2014, dedicándose en la actualidad a analizarlo y a recopilar la información obtenida de éste. Su misión finalizó en 2016.
- Venus Express, lanzada en 2005. Analizó la atmósfera de Venus con un grado de sensibilidad sin precedentes. Su misión acabó a finales de 2014.
- Herschel, lanzado en 2009. Observatorio de longitudes de onda infrarrojas y submilimétricas que observa las primeras estrellas y galaxias jamás formadas. Es el telescopio espacial con el mayor espejo puesto en órbita hasta la fecha.
- Planck, lanzado con Herschel, en 2009. Estudia el origen y la evolución del universo.
- LISA Pathfinder, lanzada en 2015. Probará la tecnología de la misión LISA.
- Gaia, lanzada en 2013. Generará un mapa tridimensional de la Vía Láctea.
- BepiColombo, lanzada en 2018. Estudiará en detalle el planeta Mercurio.
- Solar Orbiter, lanzada en 2020. Estudia con gran detalle el Sol.
- Euclid, con el lanzamiento previsto en julio de 2023. Llevará a cabo una misión de reconocimiento para el estudio de la materia y energía oscura.
ESAC desempeña también un papel importante en misiones desarrolladas en colaboración con otras agencias espaciales, como es el caso del telescopio en infrarrojo AKARI con la agencia espacial japonesa JAXA. ESAC proporciona a AKARI información de alta precisión necesaria para completar los catálogos de la misión, así como asistencia a los astrónomos europeos que han logrado tiempo de observación. 
En el futuro ESAC participará en la misión del telescopio espacial James Webb de la NASA, sucesor del telescopio espacial Hubble.

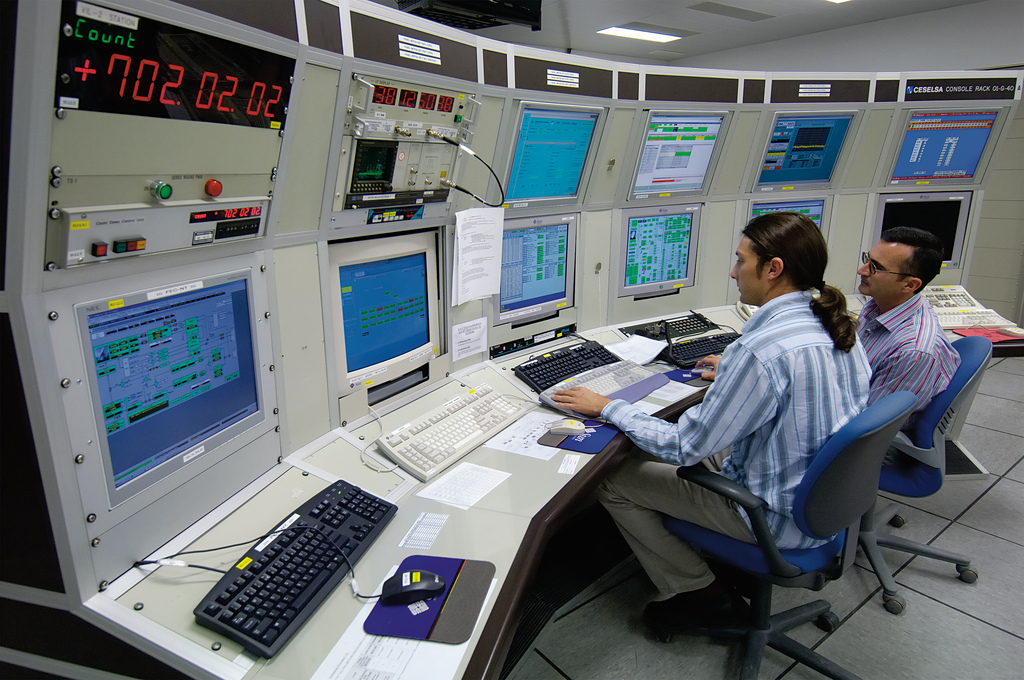
Centro Europeo de Astronomía Espacial en Villafranca del Castillo.

• Archivos Científicos: El gran volumen de datos científicos obtenido a lo largo de una misión espacial científica tiene un tiempo de vida mayor que la propia vida del satélite. Los datos son archivados y puestos a disposición de la comunidad científica de forma gratuita y en línea. Muchas veces estos archivos constituyen una mina de descubrimientos y hallazgos inesperados. Los archivos científicos permiten a los investigadores el estudio de, por ejemplo, la evolución de un cierto objeto celeste con el tiempo o su apariencia a diferentes longitudes de onda. ESAC alberga todos los archivos científicos de las misiones de astronomía y del sistema solar de la ESA, lo que explica su rápida conversión en “centro neurálgico” de investigación y punto de encuentro para la comunidad científica. Los datos de ISO, XMM-Newton, Integral, Herschel, Planck y SOHO así como de las misiones interplanetarias de Mars Express (Marte), SMART-1 (Luna); Rosetta (cometa 67P/Churiumov-Guerasimenko), Huygens (Titán, luna de Saturno), Venus Express (Venus) y Giotto (cometa Halley) están disponibles en el sistema de archivos de ESAC y son consultados de forma regular por miles de usuarios registrados
• Observatorio Virtual (VO): El objetivo del programa del Observatorio Virtual Internacional radica en unir todos los archivos astronómicos existentes. Como proveedor de datos y socio activo del programa de VO, ESAC es el nodo europeo para Astronomía espacial. En un futuro cercano, los científicos podrán acceder de forma transparente a todos los datos desde sus ordenadores de la misma manera que acceden a documentos en internet. 
• Oficina de Educación y Comunicación de ESAC: Desde ESAC se gestionan todos los programas educativos de la ESA para estudiantes universitarios y de postgrado. Entre estos, se encuentran los programas de Micro e Hiper-gravedad (incluyendo el programa de vuelos parabólicos, torre de caída libre y centrifugadora); así como los relacionados con la Navegación por satélite, Ingeniería de Sistemas espaciales y Radioastronomía.
• Centro de Procesado de Datos de la carga útil de SMOS: El satélite SMOS estudia la humedad del suelo y la salinidad de los océanos, ambos clave para entender el funcionamiento del llamado ‘ciclo del agua’ vital para el entendimiento de los procesos climatológicos de nuestro planeta. En ESAC se encuentra el Centro de Procesado de Datos de la carga útil de este satélite.
• Centro de Astrobiología (CAB): En ESAC se encuentra una sede del CAB, un centro español de investigación en astrobiología, dependiente tanto del Instituto Nacional de Técnica Aeroespacial (INTA) como del Consejo Superior de Investigaciones Científicas (CSIC). La sede del CAB en ESAC es la sucesora del LAEFF (Laboratorio de Astrofísica Espacial y Física Fundamental), fundado en 1991 como colaboración entre INTA, CSIC y ESA, para tener interacción cercana con las actividades astronómicas de la ESA (IUE, ISO, XMM, INTEGRAL, Herschel, Planck, etc.).
• Space Surveillance Test & Validation Centre (SSTC): gestiona el Segmento de vigilancia espacial y seguimiento (SST) del Programa de Conciencia Situacional Espacial (SSA).

### Centros de laAgencia Espacial Europea(ESA)
- Centro Europeo de Operaciones Espaciales (ESOC)
- Centro Europeo de Investigación y Tecnología Espacial (ESTEC)
- Centro Europeo de Astronautas (EAC)
- Centro Europeo para Aplicaciones Espaciales y Telecomunicaciones (ECSAT)
- Centro de la ESA para la Observación de la Tierra (ESRIN)
- Centro Espacial Guayanés (CSG)

### Exploración espacial de España
- Programa espacial de España